# Émeute du houblon de Wheatland
L’émeute du houblon de Wheatland est un affrontement violent qui s'est produit le 3 août 1913 au ranch Durst à Wheatland (Californie) lors d'une grève d'ouvriers agricoles qui exigeaient des conditions de travail décentes.
L'émeute, qui a fait quatre morts et de nombreux blessés, a été par la suite imputée par les autorités locales, contrôlées par la direction, au syndicat Industrial Workers of the World. L'émeute du houblon de Wheatland est  l'un des premiers grands affrontements de travailleurs agricoles en Californie. Ce fut un signe avant-coureur de nouvelles batailles de ce type aux États-Unis tout au long du XXe siècle.

## Histoire

### Contexte

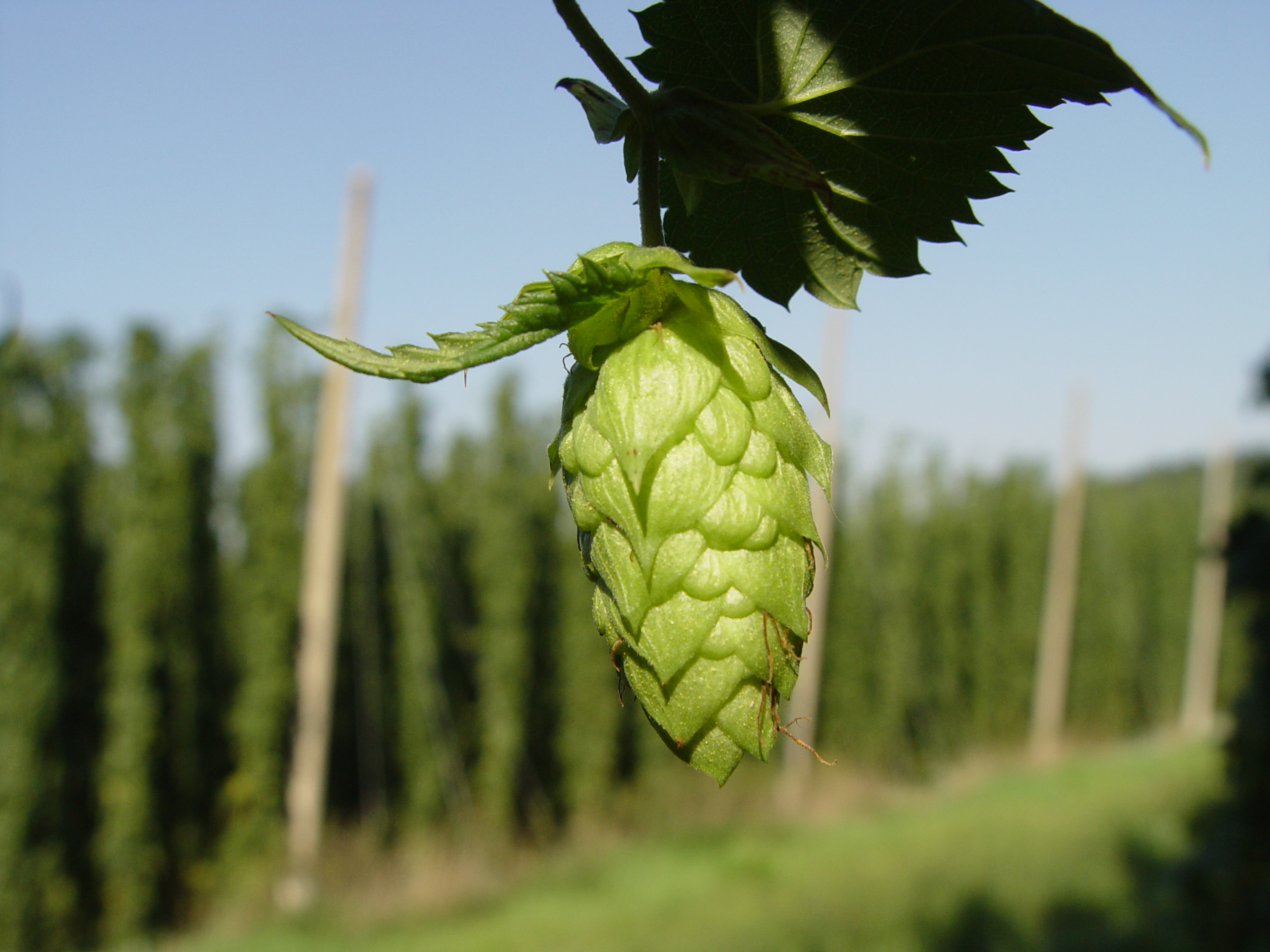
Le houblon produit un cône résineux utilisé comme agent aromatisant de la bière.

Ralph H. Durst (28 mars 1865 - 4 mai 1938) était l'un des principaux producteurs de houblon de la  vallée centrale de Californie. Le ranch Durst, implanté sur 640 acres  à l'extérieur de la ville de Wheatland (comté de Yuba), était le plus grand employeur de main-d'œuvre agricole de Californie, nécessitant chaque été l'embauche de centaines de saisonniers pour assurer la récolte du houblon. La ferme assurait également le séchage et l'emballage  du houblon récolté, avant de l'expédier par train à San Francisco pour l'exportation vers l'Angleterre.
À l'été 1913, Durst publia des annonces pour recruter des ouvriers saisonniers comme il l'avait toujours fait, promettant beaucoup de travail à des taux de rémunération élevés. Dans un dépliant sollicitant des ouvriers, le ranch Durst promettait un emploi à chaque cueilleur de houblon blanc arrivé dans sa ferme au plus tard le 5 août.
Cette année-là, cependant, le nombre de travailleurs volontaires a dépassé de loin la demande, avec quelque 2 800 hommes, femmes et enfants affluant au ranch Durst pour travailler comme cueilleurs dans les champs. Il n'y avait en fait de travail que pour environ 1 500 ouvriers par jour, et les salaires ont été réduits en conséquence.
Outre le manque de travail pour beaucoup de ceux qui arrivaient au ranch Durst, les conditions de vie des ouvriers saisonniers étaient particulièrement déplorables. Les travailleurs vivaient dans des tentes sous le chaud soleil d'été sur une colline stérile, et devaient en plus payer à Durst 75 cents par semaine pour les frais de location. Les ouvriers étaient trop nombreux par rapport aux places disponibles dans les tentes, obligeant certains d'entre eux à se débrouiller en construisant des  structures de fortune avec des poteaux et des sacs en toile de jute.
Les installations sanitaires étaient nettement insuffisantes pour une main-d’œuvre aussi nombreuse. Elles étaient souvent très sales, débordant de matières fécales et couvertes de mouches. L'eau potable était à un mile des champs et Durst a refusé d'en fournir aux cueilleurs qu'il employait, autorisant au contraire son cousin à exploiter un chariot pour leur vendre de la limonade. De plus, la limonade était une boisson synthétique de qualité inférieure, vendue cinq cents le verre.
Les salaires devaient être payés en fonction du poids du houblon récolté, à raison de 1 $ pour 100 livres récoltées. Ce taux était trompeur dans la mesure où le houblon récolté étaient soigneusement nettoyé avant le pesage final, aucun ramasseur n'étant autorisé à être présent pour vérifier le travail de l'équipe de nettoyage. Les travailleurs recevaient généralement moins de 1,50 $ par jour pour douze heures de labeur sous un soleil d'été qui pourrait atteindre 43 °C. Dans les autres fermes de la région, les ouvriers gagnaient généralement deux fois plus.
Ce qui agitait encore plus les ouvriers, c'est la politique de Durst consistant à retenir jusqu'à la fin de la récolte 10 % du salaire journalier, qu'il reversait uniquement aux ouvriers restés au ranch Durst jusqu'à la fin. Les ouvriers étaient ainsi obligés de rester à la ferme jusqu'à la fin de la récolte, sous peine de se voir confisquer une partie substantielle de leurs gains.

### Grève

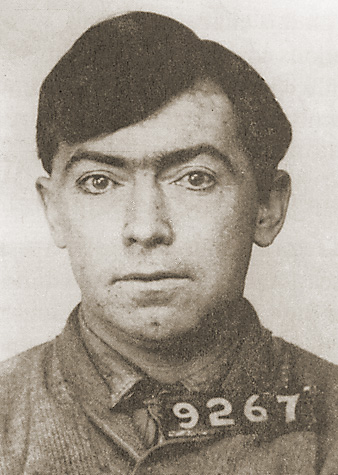
Richard « Blackie » Ford, porte-parole des ouvriers agricoles en grève à l'époque de l'émeute du houblon de Wheatland.

La récolte du houblon a commencé au ranch Durst le 29 juillet 1913. Le mécontentement concernant les salaires et les conditions de travail a immédiatement éclaté parmi les travailleurs migrants dès qu'ils ont compris quelles seraient les conditions réelles de leur emploi et de leurs conditions de vie.
Le vendredi 1er août 1913, un groupe d'une trentaine d'ouvriers agricoles faiblement affiliés au syndicat radical, Industrial Workers of the World (dont les membres étaient connus sous le nom de Wobblies) ont constitué une section locale temporaire de cette organisation et ont commencé à s'agiter parmi leurs pairs pour agir contre les conditions désastreuses auxquelles ils étaient confrontés. Un ancien Wobbly, Richard « Blackie » Ford, a été choisi pour être le porte-parole des ouvriers. Leurs revendications comprenaient un taux de rémunération de 1,25 $ pour 100 livres récoltées, un nouveau système dans lequel les travailleurs nettoieraient eux-mêmes le houblon récolté, la fourniture d'eau potable dans les champs, l'amélioration des toilettes et des salles de bains séparées pour les femmes, et l'embauche d'assistants pour aider les femmes et les enfants à charger les sacs de houblon dans les chariots.
Durst a accepté partiellement ces demandes, indiquant qu'il améliorerait désormais les toilettes, fournirait de l'eau dans les champs et permettrait à un ouvrier d'assister au processus de nettoyage. Ford a répondu en menaçant de faire grève si les autres demandes n'étaient pas satisfaites. Durst a immédiatement licencié Ford et les autres membres du comité de grève qui l'accompagnaient.  Cependant, Ford et le comité de grève ont refusé de percevoir leur salaire et de quitter le ranch, ce qui a incité Durst à appeler le shérif adjoint, Henry Daken, et à lui demander d'arrêter le meneur de la grève. Aucune arrestation n'a été effectuée faute de mandat d'arrêt.
La situation tendue a commencé à s'envenimer. Une réunion de masse a été convoquée, qui a été haranguée par Ford et Herman Suhr, un membre de l'IWW qui agissait en tant que secrétaire de la section locale temporaire de la ferme Durst. D'autres orateurs se sont adressés à la foule en allemand, grec, italien, arabe et espagnol. Un vote à main levée a indiqué qu'une grande majorité des ouvriers présents étaient pour la grève. La foule est restée calme et a chanté tout l'après-midi.
D'autres petites réunions ont eu lieu parmi les cueilleurs le samedi 2 août.

### Événements du 3 août 1913
Face à la menace d'une grève importante des cueilleurs de houblon, Ralph Durst s'est rendu en ville pour convaincre les autorités locales de réprimer la révolte. Il a rassemblé le procureur du comté de Yuba, Edward Manwell (qui était également son propre avocat), le shérif de  Marysville, George Voss, et un plusieurs députés. Le shérif et ses hommes se sont approchés de l'estrade des orateurs pour arrêter Ford, qui parlait à l'assemblée. Les ouvriers ont commencé à intervenir pour le défendre. En infériorité numérique, l'un des représentants de la loi a tiré un coup de fusil en l'air pour tenter de disperser la foule. Le coup de feu a provoqué l'effet inverse et de nombreux grévistes ont agressé le procureur du district, Edward Manwell, et le shérif adjoint, Lee Anderson, et ont commencé à les battre.
Des coups de feu ont éclaté et une véritable émeute s'est ensuivie. Dans la foulée, Manwell, 45 ans, le shérif adjoint, Eugene Reardon, un ouvrier portoricain et un ouvrier anglais sont morts. Un ramasseur a perdu un bras à cause d'un coup de fusil de chasse.
Les témoignages oculaires de l'incident sont contradictoires. Selon la meilleure estimation de l'historien Greg Hall :

« La foule ... n'était pas armée. Selon la plupart des témoignages, les décès de Manwell et Reardon résultaient du fait que Reardon, et peut-être un autre membre du Posse comitatus, se sont fait enlever leurs armes qui ont été retournées  contre eux »

Un autre historien des événements de Wheatland indique que le procureur de district et le député ont été tués par l'ouvrier portoricain, qui avait réussi à désarmer un homme de loi et a utilisé son arme à feu contre eux, avant d'être tué lui-même par un membre du groupe. L'ouvrier anglais qui a été tué aurait été, selon cet autre récit, un spectateur innocent.
Au lendemain des violences, de nombreux cueilleurs de houblon ont immédiatement quitté le ranch Durst, se dispersant dans toutes les directions. Pendant ce temps, les autorités de Wheatland et de Marysville ont immédiatement contacté le gouverneur, Hiram Johnson, pour demander l'envoi rapide d'unités de la Garde nationale pour maintenir l'ordre. Les autorités locales chargées de l'application de la loi se sont précipitées, procédant à environ 100 arrestations parmi les ouvriers agricoles saisonniers.
Les personnes arrêtées ont été soumises à des privations de nourriture et à des coups dans le but d'obtenir des témoignages à utiliser contre les meneurs de la grève. L'un de ces prisonniers, un ouvrier agricole du nom d'Alfred Nelson, a été traîné de comté en comté où il a été détenu au secret, affamé, battu et menacé de mort à plusieurs reprises pour lui faire avouer sa participation aux meurtres. 
À  Martinez, Nelson a été emmené de prison dans une chambre d'hôtel où il a été battu par un shérif et un détective privé à coups de crosse de pistolet et d'un tuyau en caoutchouc, et menacé d'exécution sommaire. Nelson a refusé d'avouer et a finalement été renvoyé en prison. Le traitement de Nelson a choqué le procureur du district de Martinez, A.B. McKenzie, qui a déclaré que le traitement infligé à Nelson avait été « l'un des plus grands outrages qui ait jamais été perpétré dans cet État ». Le consulat de Suède à San Francisco a déposé une protestation officielle au nom de Nelson, un ressortissant suédois.
Une enquête du coroner a conclu que ce sont les meneurs de l'IWW qui avaient provoqué l'émeute qui avait entraîné la mort du procureur de district, Manwell. Des mandats d'arrêt pour meurtre ont été lancés à la hâte contre Ford et Suhr. Les deux hommes ont été bientôt détenus, tout comme leurs collègues, Walter Bagan et William Beck, tous inculpés. La pression psychologique était si forte que Nels Nelson, le cueilleur qui a perdu un bras à cause d'une blessure par balle, s'est pendu dans sa cellule. Un autre prisonnier a tenté en vain de le faire. Un troisième prisonnier a subi une  dépression et a dû être interné dans un hôpital psychiatrique.

### Procès

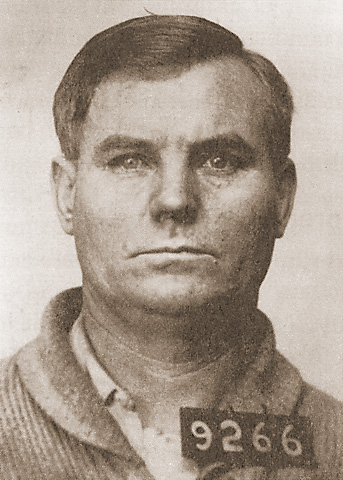
Herman D.Suhr, secrétaire de la section locale du ranch Durst des Industrial Workers of the World et meneur de la grève d'août 1913.

La défense des accusés de l'IWW a été menée par l'avocat socialiste, Austin Lewis, un ami de l'organisation. Deux organisations de défense juridique ont été créées pour collecter des fonds pour le procès - la Wheatland Hop Picker's Defence League, lancée par l'IWW elle-même, et l’'International Workers' Defense League, qui était un effort de coalition. À la mi-février 1914, les groupes avaient réuni 5 575 $ pour aider l'effort de défense.
Les journaux californiens ont critiqué les accusés de l'IWW, les traitant de fanatiques voués à la violence et l'opinion locale leur était extrêmement hostile. Un journal local, le Marysville Democrat, a dénoncé les Wobblies comme des « serpents humains venimeux » qui ont « toujours préconisé la résistance armée à l'autorité constituée » et étaient donc « plus dangereux et plus mortels que les animaux sauvages de la jungle ».
Le procès s'est ouvert dans la ville voisine de Marysville. L'avocat Lewis a tenté d'obtenir un dépaysement afin que les accusés puissent être jugés dans un cadre plus neutre que l'environnement surchauffé du comté de Yuba. En plus d'un parti pris omniprésent contre les IWW dans la communauté locale, Lewis a noté que le juge dans l'affaire, E.P. McDaniel, était un ami personnel du procureur décédé. La demande de dépaysement a été rejetée et le gouverneur, Johnson, a également refusé de nommer un nouveau juge dans l'affaire.
Huit des douze membres du jury du procès des organisateurs de la grève agricole étaient des agriculteurs. Les témoins de l'accusation ont souligné le fait que Ford et Suhr étaient des « agitateurs ». Aucun témoin n'a indiqué avoir vu Ford avec une arme à feu ; on a plutôt fait valoir qu'en mobilisant les cueilleurs de houblon, l'organisateur de l'IWW avait « rempli les magazines de colère ». Les prétendus « aveux » de Suhr n'ont pas été déposés en preuve, ce qui indique qu'ils avaient été obtenus par l'usage illégal de la force, mais trois députés sont venus à la barre pour témoigner que Suhr leur avait dit qu'il avait pris une arme à feu à un vieil homme alors qu'il s'enfuyait et a tiré deux fois. Cette accusation a été démentie par Suhr. Aucun témoin oculaire n'a été produit pour indiquer que Suhr avait effectivement tiré les coups de feu mortels.
Les témoins de la défense ont indiqué que les coups de feu qui ont tué les représentants de la loi ont été tirés par le cueilleur portoricain tué par l'arme de l'adjoint Reardon, qui avait été prise pendant la bagarre. Le procureur Lewis a souligné dans sa conclusion que

« Aucun des accusés n'a participé à la fusillade. Personne n'a été vu avec un pistolet à la main. Aucun n'a conseillé ou encouragé la violence. Rien dans les preuves n'indique un complot - encore moins le prouve »

Malgré tous les efforts de Lewis, le résultat du procès n'a jamais vraiment été mis en doute. Le 13 janvier 1914, Blackie Ford et Herman Suhr, les leaders reconnus de la grève qui avait dégénéré en émeute mortelle, furent reconnus coupables de meurtre au deuxième degré après une journée de délibérations du jury. Tous deux ont été condamnés à la réclusion à perpétuité dans le pénitencier de l'État. Walter Bagan et William Beck, en raison de leur moindre rôle dans la grève et de l'absence de preuves les liant à la violence qui en est résulté, ont été acquittés.

### Suites
Malgré la condamnation de Ford et Suhr, l'image de l'IWW s'est améliorée chez les travailleurs migrants de Californie à la suite de l'émeute du houblon de Wheatland et cette organisation est devenue le principal représentant des ouvriers agricoles de l'État. Le nombre des Wobblies en Californie s'est élevé à 5000 à la fin de 1914, avec quarante organisation locales dans l'État.
L'émeute du houblon de Wheatland de 1913 a pour la première fois focalisé l'opinion publique sur le sort des  ouvriers agricoles de Californie. Le gouverneur progressiste de Californie, le   Républicain Hiram Johnson, a chargé une nouvelle Commission sur l'immigration et le logement d'enquêter sur les causes sous-jacentes de l'émeute de Wheatland, qui a abouti à une nouvelle législation prévoyant l'inspection par l'État des campements de travail.
L'enquête de l'État de Californie a attiré l'attention du gouvernement fédéral et, en août 1914, la US Commission on Industrial Relations (en) a mené des audiences sur l'émeute de Wheatland à San Francisco. Les témoignages recueillis ont en outre exposé les conditions auxquelles sont confrontés les ouvriers agricoles californiens en général, et ceux du ranch Durst en particulier, ainsi que la violence systémique pratiquée par des détectives privés travaillant en coopération avec les autorités chargées de l'application des lois du comté de Yuba.
Les appels  en leur nom à la Cour suprême de Californie n'ont pas abouti et les deux meneurs de la grève de Wheatland condamnés sont restés derrière les barreaux pendant plus d'une décennie. Blackie Ford a finalement été libéré sur parole en 1924 pour être immédiatement arrêté de nouveau et inculpé de meurtre par le procureur de la ville de Yuba, cette fois pour la mort de l'adjoint du shérif Reardon. Un procès a eu lieu, après quoi le jury a délibéré pendant 77 heures avant de rendre un verdict d'acquittement. Herman Suhr a été gracié peu de temps après.
Aujourd'hui, le site de l'émeute du houblon de Wheatland est enregistré comme California Historical Landmark# 1003.